# Kaalsommerfuglen
Kaalsommerfuglen er en dansk naturfilm fra 1948 med instruktion og manuskript af Erik R. Knudsen.

## Handling
Nærbilleder af de forskellige stadier af kålsommerfuglens liv, fra ægget lægges, over larve- og puppestadiet, til sommerfuglen bryder ud af puppehylstret.